# 卞民狄
卞民狄（英語：José Menéres Pimentel，澳葡官定譯名為卞民狄；1928年8月11日—2014年2月13日），葡萄牙法律人員、政治人物。
卞民狄生於里斯本，畢業於里斯本大學法學院，1951年獲委任為檢察官，1957年獲委任為法官，1958年獲委任為里斯本民事法院檢察官，後於1960至1980年間在里斯本司法區擔任律師。
卞民狄在康乃馨革命之前便已是葡萄牙民主運動的積極分子。革命後，他於1974年5月協助創立了人民民主黨（後更名為社會民主黨）。
卞民狄曾任共和國議會議員以及人民民主黨及社會民主黨議會黨團主席。
1981年，卞民狄在第七屆憲法政府中擔任司法部長，同年在第八屆憲法政府中擔任司法暨行政改革部長，1983年卸任。
他於1986年獲委任為最高法院大法官，1992年擔任申訴專員，兼任國務委員會成員，2000年退休。